# Leptotyphlops keniensis
Espèce
Statut de conservation UICN

 DD  : Données insuffisantes
Leptotyphlops keniensis est une espèce de serpents de la famille des Leptotyphlopidae.

## Répartition
Cette espèce est endémique du Kenya. Elle se rencontre à 2 000 m d'altitude dans la province centrale.

## Publication originale
- Broadley, & Wallach, 2007 : A revision of the genus Leptotyphlops in northeastern Africa and southwestern Arabia (Serpentes: Leptotyphlopidae). Zootaxa, n. 1408, p. 1–78.